# 927

## Събития
- 15 август – град Таренто в Южна Италия е разрушен от сарацините
- Мирен договор с Византия, чрез който Петър получава признание на царската си титла и се споразумява за брак между него и внучката на византийския император

## Починали
- 27 май – Симеон I, български цар